# Литература Камеруна
Литература Камеруна — литература, к которой относятся литературные произведения, написанные на территории Камеруна. В основном все произведения написаны на французском, английском и местных для Камеруна языках.

## Литературные премии
Международные и двуязычные англо-французские литературные премии, Grand Prix of Literary Associations, были учреждены в Камеруне в 2013 году и на сегодняшний день являются основными литературными премиями Камеруна. Они внесли свой вклад в раскрытие или подтверждение многих одарённых авторов, таких как Эрик Менди, дважды лауреат в категории Belles-Lettres, Шарль Сале, Фистон Мванза Муджила, Фелвин Сарр, и многие другие. GPLA также отдаёт дань уважения умершим авторам через Grand prix de la mémoire, который был присуждён покойному камерунскому автору Санки Маймо в последнем издании (GPLA 2016).

## Писатели

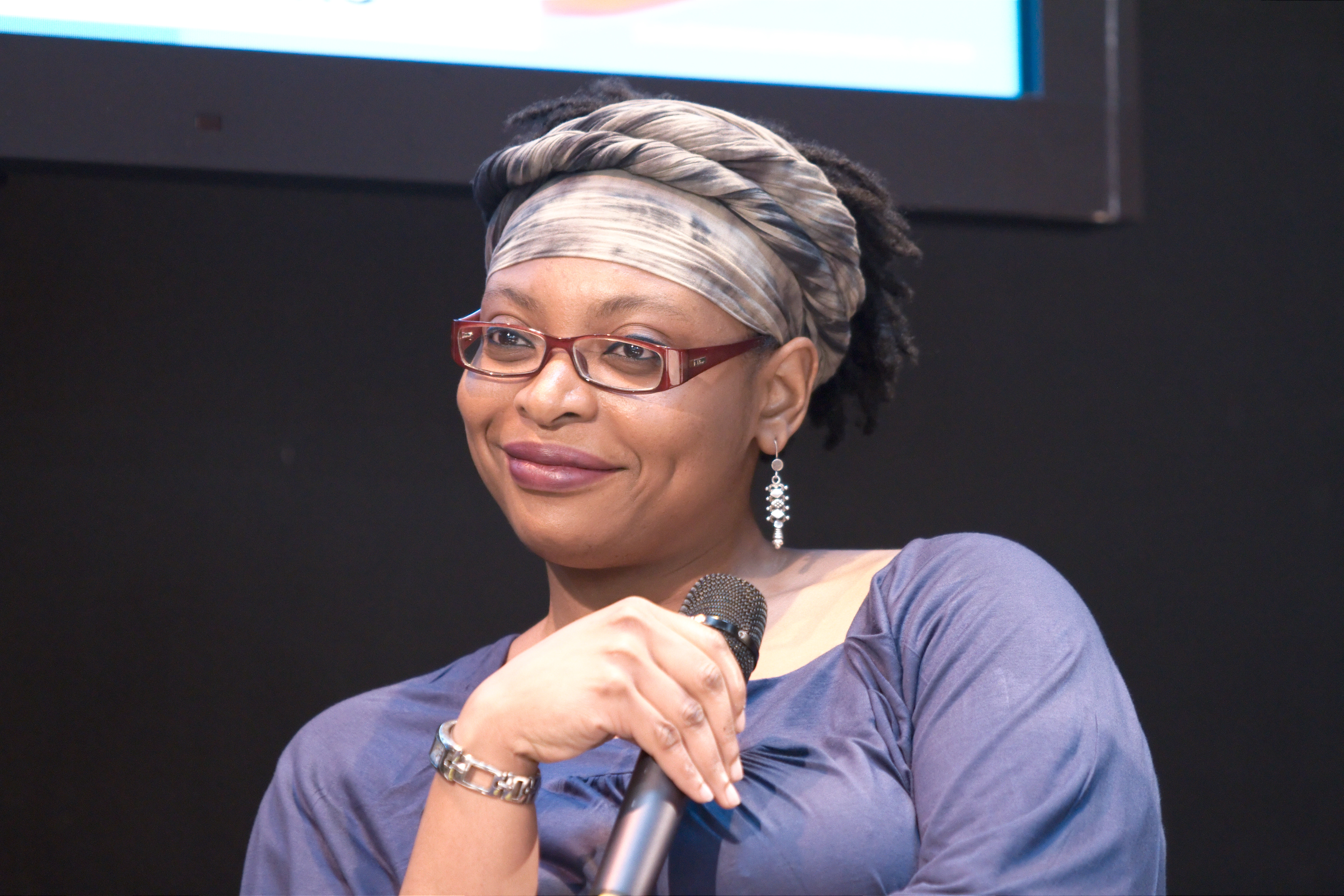
Леонора Миано

- Франсис Бебей
- Монго Бети
- Бенжамен Матип
- Леонора Миано
- Пабе Монго
- Бернар Нанга
- Патрис Ндеди-Пенда
- Фердинанд Леопольд Ойоно
- Патрис Нгананг
- Гастон-Поль Эффа
- Джон Нкемнгонг Нкенгасонг
- Имболо Мбуэ
- Джаили Амаду Амаль